# Gurabo (Puerto Rico)
Gurabo és un municipi de Puerto Rico situat a l'est de l'illa, també conegut amb el nom de El Pueblo de las Escaleras i Puerta del Turismo del Sureste. Confina al nord amb Trujillo Alto; al sud amb San Lorenzo; a l'est amb Carolina (Puerto Rico) i Juncos; i a l'oest amb Caguas. Forma part de l'Àrea metropolitana de San Juan-Caguas-Guaynabo.
El municipi està dividit en 10 barris: Celada, Gurabo Pueblo, Hato Nuevo, Jagua, Jagual, Mamey, Masa, Navarro, Quebrada Infierno i Rincón.